# Cymolutes
Genre
Cymolutes est un genre de poissons appartenant à la famille des Labridae, à l'ordre des Perciformes. 

## Liste d'espèces
Selon World Register of Marine Species (1 octobre 2015), FishBase (1 octobre 2015) et ITIS (1 octobre 2015) :
- Cymolutes lecluse (Quoy & Gaimard, 1824)
- Cymolutes praetextatus (Quoy & Gaimard, 1834) -- labre couteau
- Cymolutes torquatus (Valenciennes, 1840)